# Elof Börjeson
Nils Gunnar Elof (Loffa) Börjeson, verksam under pseudonymen Bob Henders, född 27 april 1916 i Västervik, död där 18 maj 1987, var svensk kompositör, musikpedagog och jazzmusiker (trombon och ventilbasun). 

## Filmografi
- 1945 - Det glada kalaset - trombonist

### Fotnoter
1. 1 2 3   Sveriges dödbok 1901–2009 Swedish death index 1901–2009 (Version 5.0). Solna: Sveriges Släktforskarförbund. 2010. Libris 11931231